# 大蔵頼季
大蔵 頼季（おおくら よりすえ）は、鎌倉時代中期の武士。御内人。

## 略歴
大蔵氏は武蔵七党の野与党の一族で、武蔵国埼玉郡大蔵（現・埼玉県久喜市菖蒲町三箇）の武士。頼季のころには得宗被官となっていた。文永9年（1272年）2月11日、渋谷朝重・四方田時綱・石河神次左衛門尉・薩摩左衛門三郎とともに、謀反を疑われた北条時章を誅殺した（二月騒動）。しかし後に時章は無実だったことが判明したため、頼季ら討手5人はその責任を追及されて斬首刑となった。